# Papłauszczyna
Papłauszczyna (biał. Паплаўшчына; ros. Поплавщина; pol. hist. Popławszczyzna) – wieś na Białorusi, w obwodzie mohylewskim, w rejonie mohylewskim, w sielsowiecie Zawadskaja Słabada.

## Historia
Dawniej okolica szlachecka. Odpadła od Rzeczypospolitej w wyniku I rozbioru.
Około 1765 urodził się tu ks. Jan Onoszko – polski duchowny rzymskokatolicki, profesor Uniwersytetu Warszawskiego oraz rektor Seminarium Głównego w Warszawie. W końcu lat 30. XIX w. powrócił on w rodzinne strony powiększając odziedziczony majątek ziemski, który leżał w Popławszczyźnie oraz w sąsiednim Gródku. Na oświatę szlachty popławskiej pozostawił 12 tysięcy rubli.
Do 1917 wieś położona była w Rosji, w guberni mohylewskiej, w powiecie bychowskim. W latach 10. XX w. wybudowano tu kościół rzymskokatolicki pw. Matki Bożej Szkaplerznej i św. Mikołaja.
Następnie w granicach Związku Sowieckiego. Według sowieckiego spisu w 1925 na 50 rodzin mieszkających w Popławszczyźnie 42 stanowiły rodziny polskie, z których większość nosiła nazwisko Onoszko. W latach 20. i 30. XX w. mieszkańcy zostali poddani brutalnym represjom, z wywózkami do łagrów i rozstrzeliwaniami włącznie. Kościół został znacjonalizowany i przeznaczony na magazyn, a w późniejszych latach rozebrany. W sprawozdaniu dla Mohylewskiego Rejonowego Komitetu Komunistycznej Partii (bolszewików) Białorusi z 1935 podano, że po rewolucji październikowej część polskiej młodzieży uszła dobrowolnie do polskiej armii. Według tego samego źródła sielsowiet Dasowiczy miał być okupowany przez białopolaków z rozlokowaniem sztabu we wsi Popławszczyźnie.
Od 1991 wieś leży w niepodległej Białorusi.
Z Popławszczyźny pochodził także ojciec polskiego pilota Aleksandra Onoszki.

## Cmentarz w Papłauszczynie

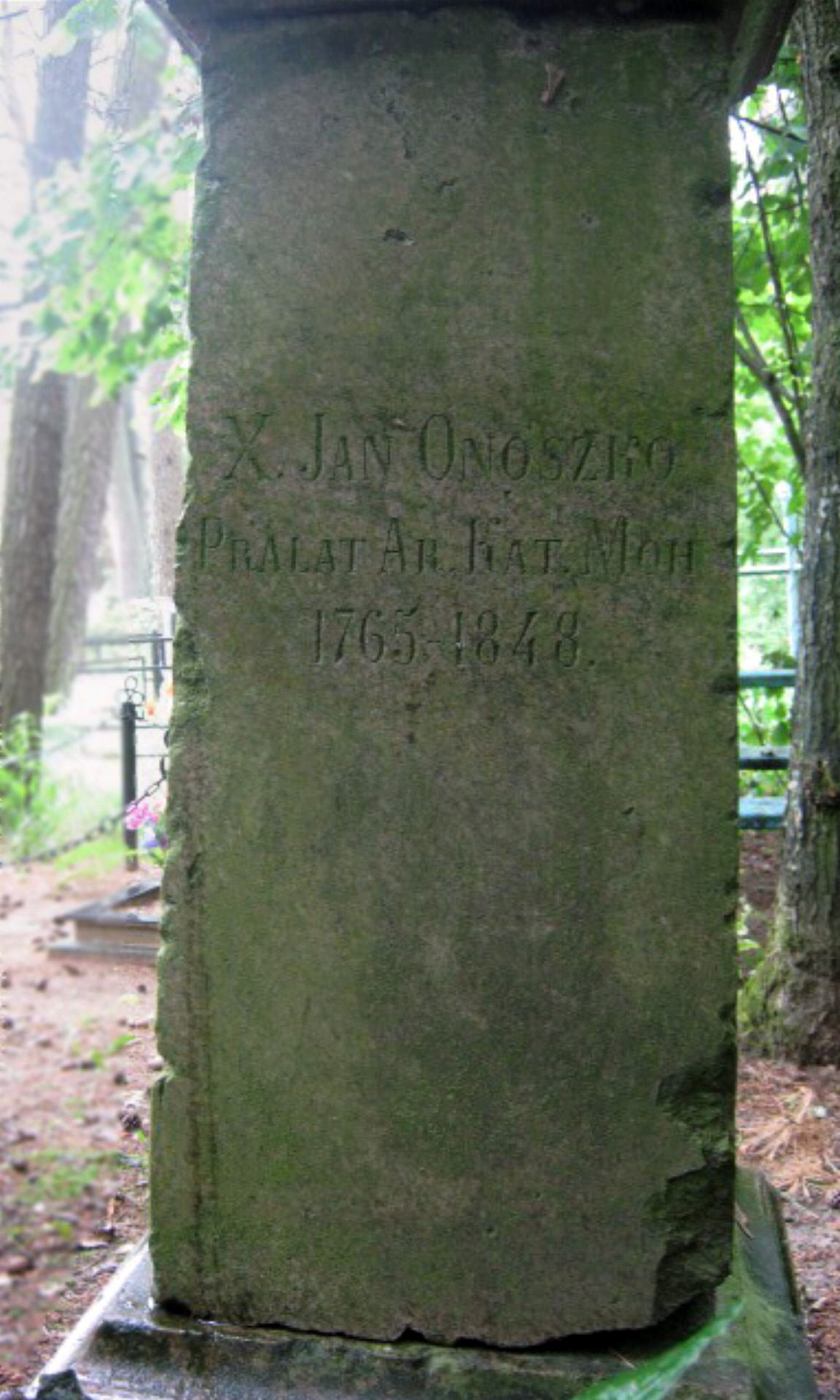
Nagrobek ks. Jana Onoszki
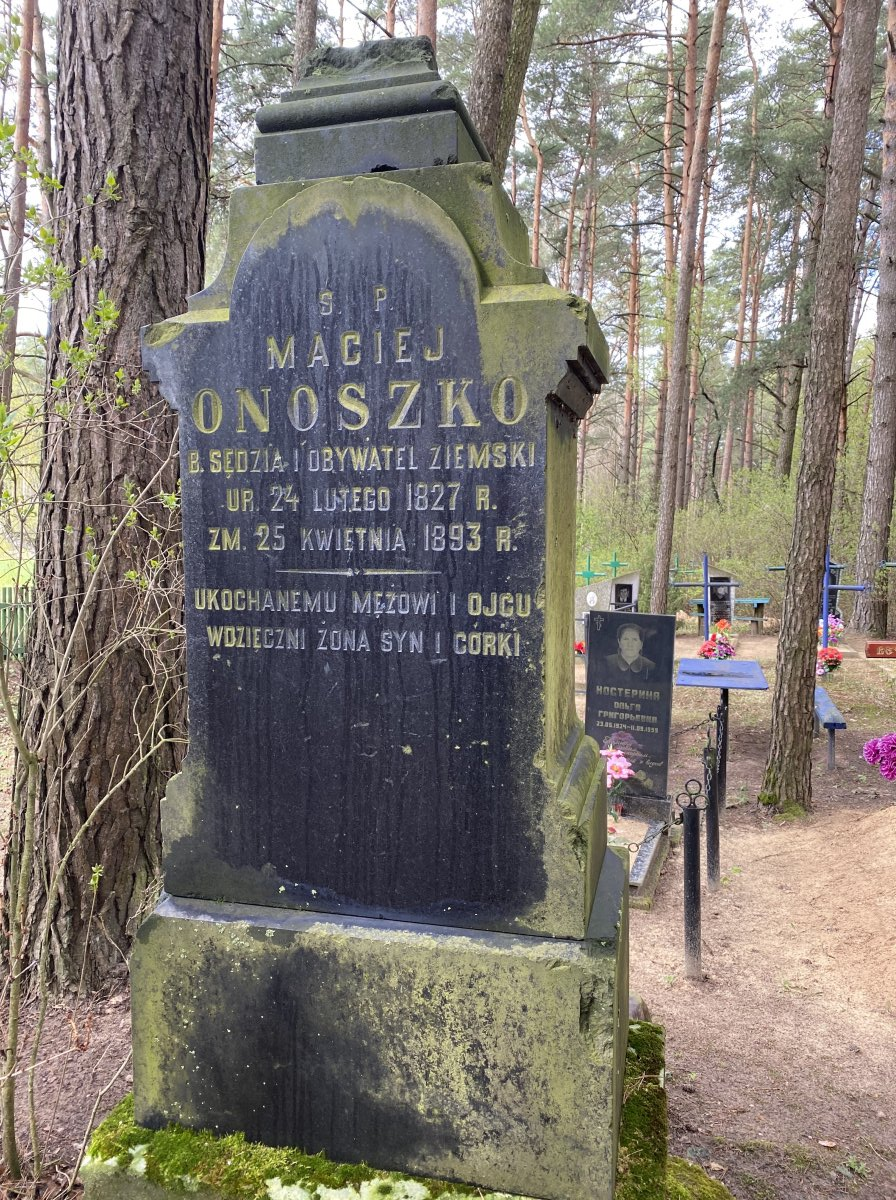
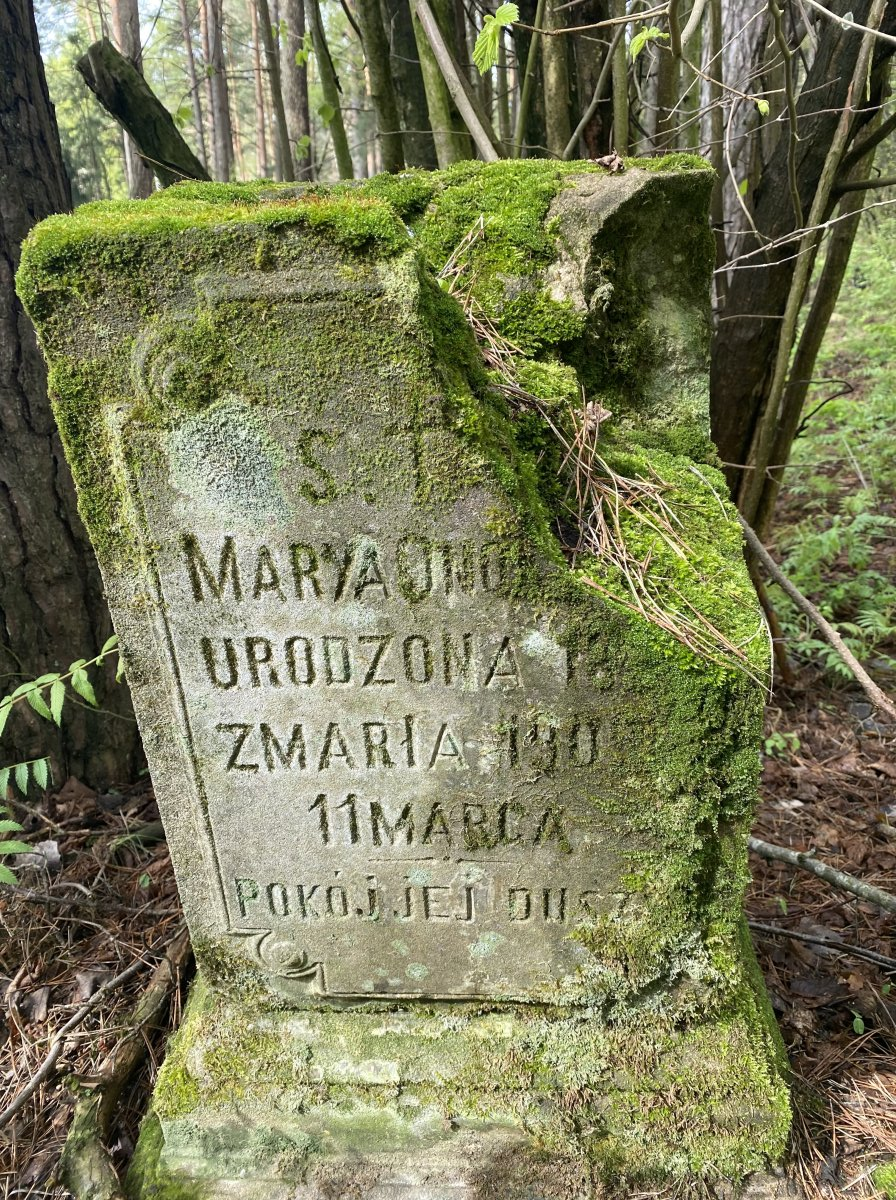
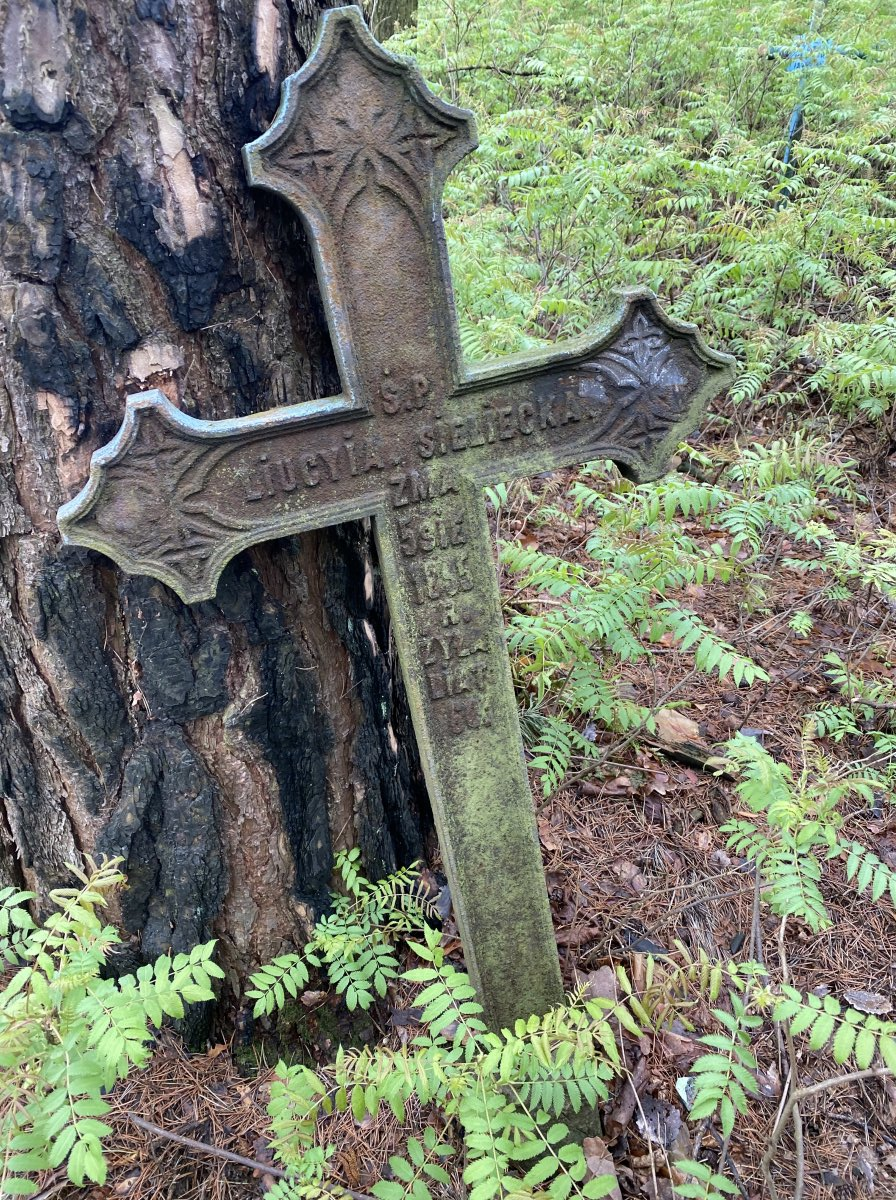